# Eva Völler

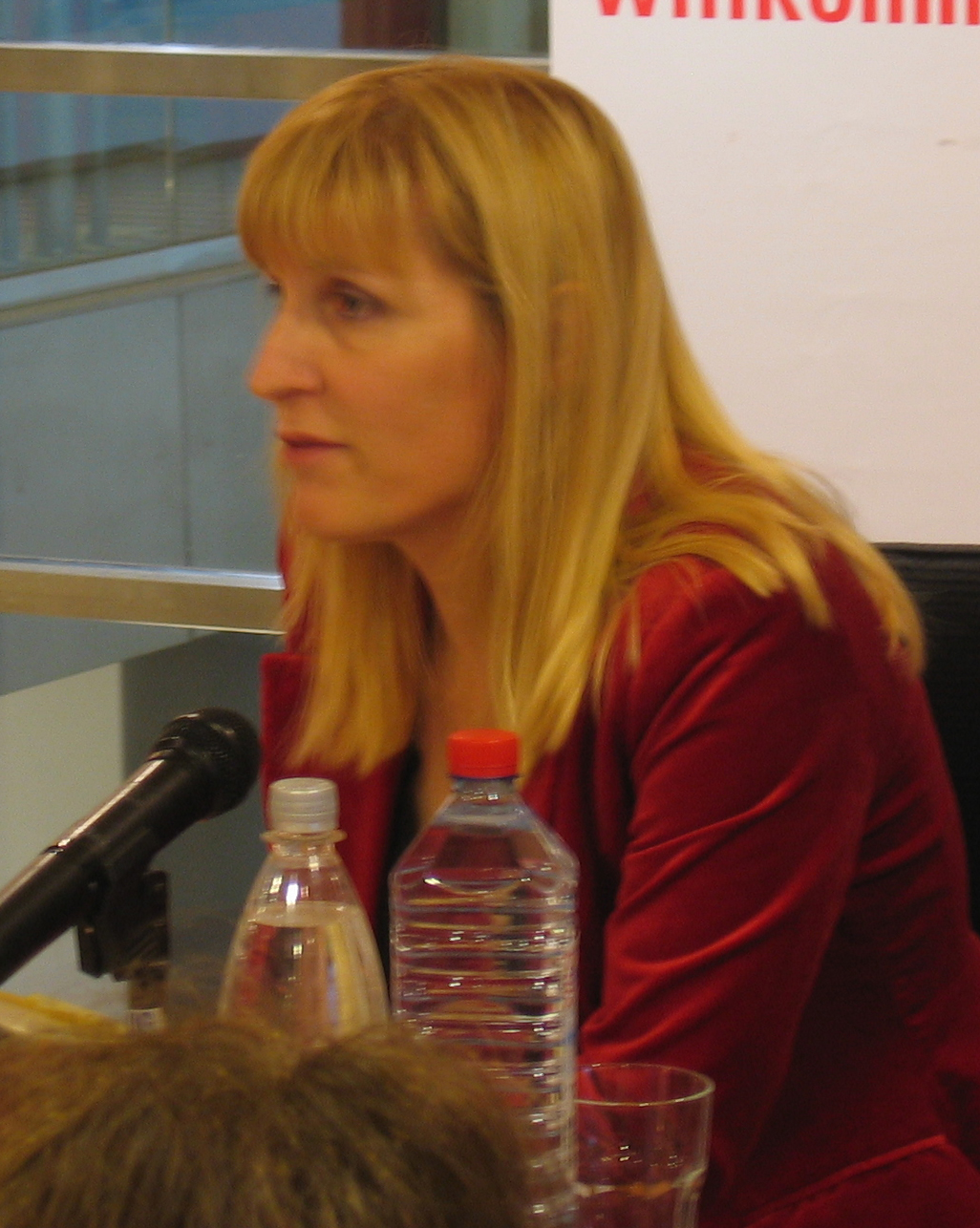
Eva Völler (2008)

Eva Völler (* 1956 in Velbert) ist eine deutsche Autorin. Außer unter ihrem bürgerlichen Namen veröffentlicht sie auch unter den Pseudonymen Charlotte Thomas, Francesca Santini, Anne Sievers, Paula Renzi, Sibylle Keller, Elena Santiago und Ina Hansen.

## Leben
Völler absolvierte 1975 ihr Abitur, worauf ein Studium der Philosophie und Rechtswissenschaften bis 1982 in Frankfurt am Main folgte. Nach ihrem Rechtsreferendariat legte sie 1986 das zweite juristische Staatsexamen ab. Anschließend war sie bis 1992 als Richterin tätig, zuletzt am Landgericht Darmstadt. Danach arbeitete sie als selbstständige Rechtsanwältin bis 2005. Seither ist sie freiberufliche Schriftstellerin und lebt mit ihren Kindern am Rande der Rhön in Hessen.
Völler schrieb zahlreiche Romane, teils unter Pseudonymen, teils unter ihrem bürgerlichen Namen. Die Autorin veröffentlicht Bücher verschiedener Genres, wie heitere Reiseliteratur und Beziehungskomödien, Krimis, Thriller und historische Romane. Daneben hat sie Bücher zu Fernsehfilmen verfasst. Die Romane der Autorin erreichten eine Gesamtauflage von 1 Million und wurden in mehrere Sprachen übersetzt.
Die Autorin gewann mit ihrem Roman Wenn der Postmann nicht mehr klingelt im Jahr 1995 den Frauengeschichtenpreis der Verlagsgruppe Lübbe. Ihr Roman Vollweib sucht Halbtagsmann wurde mit Christine Neubauer in der Hauptrolle unter dem  gleichnamigen Titel für die ARD verfilmt.
Eva Völler ist Mitglied bei der DeLiA – Vereinigung deutschsprachiger Liebesroman-Autoren und -Autorinnen sowie im Autorenkreis Historischer Roman Quo Vadis, der sich 2014 auflöste.

## Auszeichnungen
- 2019 Goldener Homer für Tulpengold[1]
- 2021 DELIA Literaturpreis für Ein Gefühl von Hoffnung

## Werke

### Ruhrpott-Saga
1. Ein Traum vom Glück, 2020
2. Ein Gefühl von Hoffnung, 2020
3. Eine Sehnsucht nach morgen, 2021

### Dorfschullehrerin-Reihe
1. Die Dorfschullehrerin: Was die Hoffnung verspricht, 2021
2. Die Dorfschullehrerin: Was das Schicksal will, 2022

### Kriminalinspektor Carl Bruns-Reihe
1. Helle Tage, dunkle Schuld, 2023
2. Alte Taten, neuer Zorn, 2024

### Einzelwerke
- Neulich im Bett, 1999
- Ihr schnappt uns nie!, 2000
- Kein Schwein ruft mich an, 2000
- Beiss mich, 2001
- Das Chaosweib, 2001
- Hauptsache untreu, 2001
- Ich schnapp mir einen Mann, 2002
- Vollweib sucht Halbtagsmann, 2002
- Scharfe Schüsse, 2002
- Kurz und herzlos, 2003
- Wenn Frauen Männer buchen, 2003
- Flanieren geht über Studieren, 2004
- Wenn der Postmann nicht mehr klingelt, 2004
- Hände weg, oder wir heiraten, 2005
- Der Montagsmann, 2006
- Leg dich nicht mit Mutti an, 2011
- Ich bin alt und brauche das Geld, 2013
- Zu jeder Schandtat bereit, 2014
- Die geklaute Braut, 2014
- Nie wieder Jungfrau, 2015
- Tulpengold, 2018

### Bücher unter Pseudonymen
Paula Renzi
- Kein Schwein ruft mich an, 2000
- Zu jeder Schandtat bereit, 2006

Sibylle Keller: Reiseromane und Frauenliteratur
- Last Minute Lanzarote, 2000
- Kreta, Küsse, kleine Fische, 2001
- Ibiza – Liebe inbegriffen, 2001
- Pizza, Mare und Amore, 2002
- Miami heiß, 2002
- Karibik, Küsse, Caipirinhas, 2003

Francesca Santini: historische Romane und Romantik-Thriller
- Zypressenmond, 2001
- Die florentinische Braut, 2001
- Der Himmel über Siena, 2003
- Die Gärten der Marchesa, 2004
- Die Löwin von Arezzo, 2005
- Pinien im Wind, 2008

Anne Sievers: Krimis und Thriller
- Auf der Fährte des Bösen, 1995
- König, Dame, Läufer, 1995
- Mondfels, 1996
- Geschwisterliebe, 1997
- Verwandte und andere Todfeinde, 1997
- Bankgeheimnisse, 2004

Charlotte Thomas: historische Romane
- Die Madonna von Murano, 2007
- Die Lagune des Löwen, 2008
- Die Liebenden von San Marco, 2009
- Der König der Komödianten, 2011
- Das Mädchen aus Mantua, 2011
- Das Erbe der Braumeisterin, 2012
- Das ferne Land, 2014

Elena Santiago: Love & Landscape
- Inseln im Wind, 2012
- Wind der Gezeiten, 2013
- Das Sturmhaus, 2015
- Suenos De Mariposa Negra / Dreams of the Black Butterfly, 2003

Ina Hansen
- Franzi, 2001

### Jugendbücher
Time School
- Der Anfang, 2017
- Fatimas Flucht, 2017

1. Auf ewig dein, 2017, 2021
2. Auf ewig mein, 2018, 2021
3. Auf ewig uns, 2018, 2021

Kiss & Crime
1. Zeugenkussprogramm, 2015
2. Küss mich bei Tiffany, 2016

- Zeugenkussprogramm Bonusstory

Zeitenzauber
1. Die magische Gondel, 2011
2. Die goldene Brücke, 2013
3. Das verborgene Tor, 2014

Einzelwerke
- Schluss mit der Jungsdiät, 2008
- Wenn Mädchen die Sonne sind, sind Jungs das Eis, 2009
- Sommerküsse schmecken besser, 2011
- Ein Kuss allein macht noch keinen Sommer, 2014
- Durch die Nacht und alle Zeiten, 2021